# 石桥村
石桥村位于中国福建省漳州市南靖县书洋镇，是一个以张姓为主的客家人聚落，村内有多幢土楼，2003年被列为第二批省级历史文化名村。
石桥村地处书洋镇西北，北侧是梅林乡，西部与永定县交界，南部为河坑村。
石桥建村在明代之前，明代属永丰里二图，清代属梅陇总，民国属曲江乡，称石桥堡，1949年后属书洋乡，并称石桥村至今。
石桥原有罗、林、严、程、薛、陈等姓，明代正统八年（1443年），原籍广东大埔县的张念三郎到此定居，做了陈五十郎的女婿，从此张姓逐渐成为石桥最大的姓氏，张念三郎被尊为开基祖。后世人口增殖，张姓部分子孙外迁至河坑、曲江甚至台湾等地。
石桥村的四片住宅区是门口垟、溪背垟、长蓝和洪坑坝，相互之间有河流或小山隔开，稍远的望前村位于下游水口处，现亦属石桥村。
石桥村的住宅建筑以土楼为主，多为方楼，圆楼共有4座。早在明代张念三郎开基之初，就已建了方楼，名为昌楼，今已不存。到四世祖建永安楼，此后建设逐渐增多。十三世祖在溪边所建的长源楼、逢源楼、振德楼和“十间房”是最具代表性的方楼。1927年开建的顺裕楼是石桥第一座圆楼，也是南靖全县最大的圆形土楼。顺裕楼外环外径达74米，上下四层，每层72间，共4个楼梯，内环距外环四米，两层，仅完成四分之一环。顺裕楼中间偏北的位置没有设置祠堂，而是一座祭祀观音和土地的小庙。顺裕楼之后，又有3座圆楼建成，分别为1965年建祯裕楼，1966年建文兴楼和永裕楼。
除了住宅，在村东还建有张氏宗祠——东山祠，堂号为追远堂，始建于明崇祯十年（1637你），清光绪二十三年重修后成现在格局。东山祠有上下堂，均为悬山顶，上堂五开间，为祀厅，下堂前有半月塘，塘前原有三根石旗杆，文革之后仅存两根残柱。
石桥主要的庙宇有上水口的永济宫、下水口的丰稔堂、门口垟的公王庙以及各楼内的土地庙。